# Чхвимиани, Лукум
Лухум Чхвимиани (груз. 	ლუხუმ ჩხვიმიანი; род. 3 мая 1993, Местиа, Самегрело — Земо-Сванети) — грузинский дзюдоист, чемпион мира и Европы, чемпион Европейских игр 2019 года.

## Биография
Родился в 1993 году в посёлке Местиа. Он начал заниматься дзюдо и самбо в своём посёлке. В 2010 году тренеры отправили его в Тбилиси в качестве многообещающего спортсмена в спортивный клуб "Динамо". С 2014 года он выступает в мужской сборной по дзюдо в сверхлегком весе до 60 кг. В 2016 году он не прошел отбор на Олимпийские Игры в Рио-де-Жанейро.
В июне 2019 года в Минске на совместном турнире II Европейские игры и чемпионат Европы по дзюдо в весовой категории до 60 кг он завоевал чемпионский титул. В финале победил соперника из Испании Франсиско Гарригоса.
На предолимпийском чемпионате мира 2019 года, который проходил в Токио завоевал золотую медаль, переиграв в финале узбекского спортсмена Шарофиддина Лутфиллаева.
Чемпион Grand Slam  Казань  2021 г. В финале победил российского спортсмена Мшвидобадзе Р. 